# Лукас Перрі
Лукас Естелла Перрі (порт. Lucas Estella Perri, нар. 10 грудня 1997) — бразильський професійний футболіст, який грає на позиції воротаря за клуб Ліги 1 «Ліон» та збірну Бразилії.
Вихованець «Сан-Паулу», він дебютував у дорослій команді лише у 22 роки і рідко грав, також перебуваючи в оренді в «Крістал Пелес» в Англії, де не зіграв жодного матчу, та в «Наутіко», де виграв Кампеонато Пернамбукано і виступав у Серія B у 2022 році. У серпні того ж року він підписав контракт із Ботафогу, де став основним воротарем у Серія A. У січні 2024 року перейшов до «Ліона».

## Клубна кар’єра

### Сан-Паулу
Народився в Кампінас, штат Сан-Паулу, Перрі розпочав свою кар’єру в «Понте-Прета». У 2013 році він приєднався до «Сан-Паулу» в трансфері, який викликав звинувачення клубу в неналежному підході. У березні 2015 року 17-річний Перрі почав тренуватися з першою командою, коли Деніс, запасний воротар ветерана Рожеріо Сені, зазнав травми правого плеча з прогнозом відновлення шість місяців.
У січні 2019 року Перрі був відданий в оренду до «Крістал Пелес» англійської Прем'єр-ліги до кінця сезону. Перехід полегшило те, що гравець мав італійський паспорт через своє походження. Він не був використаний тренером Роєм Годжсоном, який не скористався опцією викупу 80% економічних прав гравця за 4,5 мільйона євро; після цього його пов’язували зі «Спортінгом» із Португалії та «Галатасараєм» із Туреччини.
Перрі дебютував лише 8 грудня 2019 року, в останній день сезону Серії A, зігравши повний матч у виїзній перемозі 2:1 над вилетівшим ССА Масейо. Щойно досягнувши 22 років, він здійснив свою дитячу мрію представляти клуб. Окрім ігор за команду U20 у Копа Пауліста, він зіграв лише дев’ять разів за «Триколор», включаючи 30 хвилин 11 березня 2020 року в домашній перемозі 3:0 над ЛДУ Кіто у груповому етапі Копа Лібертадорес, коли Тіаго Волпі травмував руку. Він зіграв три матчі в Кампеонато Пауліста у 2021 році, коли його команда здобула титул.
На 2022 рік Перрі був відданий в оренду до «Наутіко». Будучи основним воротарем, він виграв Кампеонато Пернамбукано, перемігши «Ретро» у серії пенальті у фіналі. 26 червня, у грі Серії B на виїзді проти «Томбенсе», його вилучили на початку другого тайму, і суперник зіграв унічию 1:1 з пенальті в доданий час.

### Ботафогу
17 серпня 2022 року Перрі підписав контракт із Ботафогу у вищому дивізіоні до кінця 2025 року. Спочатку він був запасним для Гатіто Фернандеса, але був обраний тренером Луїсом Кастро, коли парагвайський ветеран зазнав травми в листопаді.

### Ліон
5 січня 2024 року Перрі підписав контракт із клубом Ліги 1 «Ліон» до 30 червня 2028 року. «Ботафогу» отримав трансферну плату в розмірі 3,25 мільйона євро, а також 50% від майбутнього перепродажу.
Перрі був запасним для ветерана Антоні Лопеша у лізі, дебютувавши 7 лютого 2024 року в 1/8 фіналу Кубка Франції, у домашній перемозі 2:1 над «Ліллем». Він залишався у воротах до кінця кубкового шляху, який завершився поразкою 2:1 від «Парі Сен-Жермен» у фіналі.

## Міжнародна кар’єра
У вересні 2023 року Перрі отримав свій перший виклик до збірної Бразилії на матчі кваліфікації до ЧС-2026 проти Болівії та Перу.

## Статистика кар’єри
Станом на матч зіграний 17 квітня 2025
| Клуб                        | Сезон              | Ліга               | Ліга | Ліга | Державна ліга | Державна ліга | Кубок | Кубок | Континентальні | Континентальні | Інші | Інші | Загалом | Загалом |
| Клуб                        | Сезон              | Дивізіон           | М    | Г    | М             | Г             | М     | Г     | М              | Г              | М    | Г    | М       | Г       |
| --------------------------- | ------------------ | ------------------ | ---- | ---- | ------------- | ------------- | ----- | ----- | -------------- | -------------- | ---- | ---- | ------- | ------- |
| Сан-Паулу                   | 2016               | Серія A            | 0    | 0    | —             | —             | —     | —     | 0              | 0              | 11   | 0    | 11      | 0       |
| Сан-Паулу                   | 2017               | Серія A            | 0    | 0    | —             | —             | —     | —     | 0              | 0              | 10   | 0    | 10      | 0       |
| Сан-Паулу                   | 2018               | Серія A            | 0    | 0    | 0             | 0             | 0     | 0     | 0              | 0              | —    | —    | 0       | 0       |
| Сан-Паулу                   | 2019               | Серія A            | 1    | 0    | 0             | 0             | 0     | 0     | 0              | 0              | —    | —    | 1       | 0       |
| Сан-Паулу                   | 2020               | Серія A            | 0    | 0    | 1             | 0             | 0     | 0     | 0              | 0              | —    | —    | 1       | 0       |
| Сан-Паулу                   | 2021               | Серія A            | 0    | 0    | 3             | 0             | 1     | 0     | 0              | 0              | —    | —    | 4       | 0       |
| Сан-Паулу                   | Загалом            | Загалом            | 1    | 0    | 4             | 0             | 1     | 0     | 0              | 0              | 21   | 0    | 27      | 0       |
| Крістал Пелес (оренда)      | 2018–19            | Прем'єр-ліга       | 0    | 0    | —             | —             | 0     | 0     | —              | —              | 0    | 0    | 0       | 0       |
| Наутіко Капібарібе (оренда) | 2022               | Серія B            | 22   | 0    | 11            | 0             | 1     | 0     | —              | —              | 10   | 0    | 44      | 0       |
| Ботафогу                    | 2022               | Серія A            | 4    | 0    | —             | —             | —     | —     | —              | —              | —    | —    | 4       | 0       |
| Ботафогу                    | 2023               | Серія A            | 38   | 0    | 12            | 0             | 6     | 0     | 7              | 0              | —    | —    | 63      | 0       |
| Ботафогу                    | Загалом            | Загалом            | 42   | 0    | 12            | 0             | 6     | 0     | 7              | 0              | —    | —    | 67      | 0       |
| Ліон                        | 2023–24            | Ліга 1             | 0    | 0    | —             | —             | 4     | 0     | —              | —              | —    | —    | 4       | 0       |
| Ліон                        | 2024–25            | Ліга 1             | 29   | 0    | —             | —             | 0     | 0     | 11             | 0              | —    | —    | 40      | 0       |
| Ліон                        | Загалом            | Загалом            | 29   | 0    | —             | —             | 4     | 0     | 11             | 0              | —    | —    | 44      | 0       |
| Загалом за кар’єру          | Загалом за кар’єру | Загалом за кар’єру | 94   | 0    | 27            | 0             | 12    | 0     | 18             | 0              | 31   | 0    | 182     | 0       |

1. 1 2  Виступи в Копа Пауліста
2. ↑  Виступ(и) у Кубку Нордесте
3. ↑  Виступ(и) у Копа Судамерікана
4. ↑  Виступ(и) у Ліга Європи УЄФА

## Нагороди
Сан-Паулу
- Кампеонато Пауліста: 2021

Наутіко
- Кампеонато Пернамбукано: 2022[8]

Ботафогу
- Трофей Ріо: 2023

Ліон
- Фіналіст Кубок Франції: 2023–24[19]